# فقرا اولاد عامر
فقرا اولاد عامر (به فرانسوی: Fokra Ouled Ameurs) یک شهرک در مراکش است که در استان برشید واقع شده‌است. فقرا اولاد عامر ۶٬۲۵۶ نفر جمعیت دارد.